# دويدية صغيرة
دويدية صغيرة (الاسم العلمي:Demodex brevis ) هي نوع من الحيوانات تتبع جنس الدويدية من فصيلة الدويديات.